# Kapas (Sukomoro)
Kapas is een bestuurslaag in het regentschap Nganjuk van de provincie Oost-Java, Indonesië. Kapas telt 5483 inwoners (volkstelling 2010).